# Mas de l'Amat
El Mas de l'Amat és una masia de la Sénia (Montsià) inclosa a l'Inventari del Patrimoni Arquitectònic de Catalunya.

## Descripció
Mas situat a un coll. La casa de tipus rectangular amb la façana orientada a l'est, feta amb maçoneria emblanquinada i els vèrtexs amb carreus de pedra. Té porta central (1,4 m.) amb llinda de fusta, al costat esquerre de la porta hi ha un petit cos rectangular (6,2 m per 3,5 m.) d'un sol pis adossat, finestres molt petites. A la part posterior, a mà dreta hi ha un altre cos rectangular adossat amb planta baixa i primer pis, enrunat. A la façana lateral de la dreta hi ha dos talussos. Al davant hi ha una paridora, de maçoneria, amb una petita porta amb muntants i llinda de fusta, amb teulada a una sola versant. Pels voltants hi ha dos forns de calç.